# SA-CCR
SA-CCR, eller Standardized Approach for Counterparty Credit Risk, är en internationell standard för hur banker ska mäta sin motpartsrisk. SA-CCR täcker såväl OTC-handel som derivathandel på börs, och är tänkt att spegla exponeringen gentemot en motpart vid tidpunkten då den ställer in sina betalningar. Standarden ersätter de tidigare metoderna current exposure method, CEM,  respektive standardised method, som bägge har kritiserats för att vara alltför grovkorniga.
Baselkommittén för banköversyn, BCBS, publicerade standarden i mars 2014, och det fanns länge en förväntan om att reglerna skulle vinna laga kraft i januari 2017. Europeiska Unionen valde dock att inkludera SA-CCR i arbetet med regleringarna CRD V och CRR2, vilket gör att målet nu är att SA-CCR ska träda i kraft den 1 januari 2019.

## Exponering under SA-CCR
Exponeringen vid betalningsinställelse (Exposure At Default) beräknas enligt standarden som
{\displaystyle EAD=\alpha \cdot (RC+PFE),}
där RC är kostnaden för att ersätta de berörda affärerna med nya (Replacement Cost), och PFE är möjlig framtida exponering (Potential Future Exposure). {\displaystyle \alpha } är en konstant som förs över från reglerna om interna modeller för beräkning av kapitalkrav, och som i grunden har värdet 1.4, men som vid finansinspektion kan höjas ifall brister i beräkningarna framkommer.
Kostnaden att ersätta affärerna, RC, beräknas i princip som skillnaden mellan det aktuella marknadsvärdet av derivaten och det kollateral som har ställts som säkerhet.
PFE består av en multiplikator som tar hänsyn till överskjutande kollateral, samt ett aggregerat tillägg som slår samman bidrag från fem olika tillgångsslag: räntor, valutor, aktier, kreditderivat och råvaror.

## Utökad användning
Sedan publiceringen år 2014 har SA-CCR-beräkningarna också inlemmats i andra regleringar som inte direkt handlar om motpartsrisk, bland annat:
- leverage ratio, en kontroll av hur stor hävstångseffekt banker kan ha mellan tillgångar och kapital
- large exposures, en särskild kontroll av exponeringar som beräknas vara större än 10% av bankernas kärnkapital

Dessutom beslutades år 2017 att bankers modellerade kapitalkrav kommer att ha en nedre gräns på 72,5 % av det krav som skulle beräknats via standardmetoder, vilket innebär att SA-CCR kommer att spela en avgörade roll för bankers totala kapitalkrav.